# Mario Zidarich
Mario Zidarich (Fiume, 9 maggio 1915 – Livorno, 17 gennaio 1974) è stato un calciatore e allenatore di calcio italiano, di ruolo centrocampista.

## Carriera
Fu tra i titolari del Livorno che nella stagione 1942-1943 sfiorò la conquista dello scudetto, perdendolo a favore del Torino per un solo punto di scarto.

## Palmarès

### Giocatore

#### Competizioni regionali
- Promozione: 1

Pontedera: 1949-1950